# 周布元兼
周布 元兼（すふ もとかね）は、戦国時代から安土桃山時代にかけての武将。石見国那賀郡周布郷を本拠とする国人・周布氏の第14代当主。大内氏、毛利氏の家臣。父は周布武兼。

## 生涯
天文15年（1546年）、周布武兼の子として生まれる。天文17年（1548年）12月14日に僅か3歳で、父から所領を譲られた。
天文24年（1555年）9月には毛利元就に帰属。弘治3年（1557年）5月12日、吉地右衛門尉を通した懇望により、毛利隆元を烏帽子親として元服。「元」の偏諱を受けて元兼と名乗った。同年8月、長門国大津郡日置庄40石や同郡三隅庄50石などを与えられ、また、石見邇摩郡内の福光兼教の旧領100貫を始めとして、合計300貫を与えられた。元亀4年（1573年）4月7日には毛利輝元から兵庫頭の官途を授けられている。天正4年（1576年）、足利義昭が備後国鞆に移った際には、一族の周布弾正忠を名代として派遣した。
天正6年（1578年）の播磨国上月城攻めでは吉川元春の軍に属して戦ったが、同年6月9日に戦死。享年33。嫡男の元盛が後を継いだ。